# Омония (футбольный клуб, Арадипу)
«Омония» (греч. Ομόνοια Αραδίππου) — кипрский футбольный клуб, базирующийся в муниципалитете Арадипу на окраине города Ларнака.
Сезон 2013/2014 команда проводила во Втором дивизионе. о этого клуб несколько сезонов провёл в Первом дивизионе.
«Омония Арадиппу» играет свои домашние матчи на «Муниципальном стадионе Арадиппу», деля его с местным клубом «Эрмис Арадиппу».

## Достижения
- Второй дивизион Кипра
  - Победитель (3): 1978, 1993, 2024.